# Teemu Selänne
Teemu Ilmari Selänne, soprannominato The Finnish Flash (Helsinki, 3 luglio 1970), è un ex hockeista su ghiaccio finlandese che ha militato nel corso della carriera in National Hockey League.Ha vinto la Stanley Cup con gli Anaheim Ducks nella stagione 2006-2007. Selänne è inoltre il giocatore ad avere totalizzato più punti con la nazionale finlandese ai Giochi olimpici.
Selänne ha iniziato la sua carriera nella squadra di hockey giovanile EPS (Espoon Palloseura). Mentre giocava nel club finlandese dello Jokerit, Selänne è stato selezionato 10º assoluto nel Draft NHL 1988 in NHL dai Winnipeg Jets, ma continuò a giocare per due stagioni e mezzo con lo Jokerit. Nel 1992-93 si unì agli Jets e con 76 gol e 132 punti si aggiudicò il Calder Memorial Trophy. Dopo tre stagioni e mezzo con i Jets venne ceduto ai Mighty Ducks of Anaheim, dove formò una coppia che fruttò moltissimi punti alla franchigia californiana insieme all'ala Paul Kariya. L'iniziale periodo di cinque anni con Anaheim include due stagioni in cui superò i 100 punti e una nomination al Lady Byng Memorial Trophy come giocatore più sportivo della lega. Nel 2001 fu ceduto ai San Jose Sharks e rimase con la squadra fino a quando firmò con i Colorado Avalanche per la stagione 2003-04, al fine di ricongiungersi con Kariya. Dopo il lockout NHL 2004-05, durante il quale tornò allo Jokerit, Selänne si riunì ai Ducks. Il 21 marzo 2010 Selänne segnò il suo 600° gol contro i Colorado Avalanche. Selänne ha guidato per tre volte la classifica dei migliori marcatori nella NHL ed è stato nominato negli All-Star Team in due occasioni.

## Carriera

### Caratteristiche tecniche
Ala destra, Teemu Selänne era un giocatore noto per la sua velocità, il pattinaggio e le spiccate doti offensive, caratteristiche che utilizzava a suo vantaggio soprattutto in zona neutra. Si è inoltre distinto per la sua calma e le qualità di leader, riconosciutegli dai compagni di squadra, i membri dello staff e dai giocatori avversari.

### Jokerit (1988-1992)
Selänne ha giocato le sue prime stagioni con Jokerit nella SM-liiga. Ha vinto il campionato Junior A-finlandese nel 1988 con Jokerit. Il team era composto di futuri giocatori della SM-Liiga del calibro di Markus Ketterer, Keijo Säilynoja e Mika Strömberg. Dopo tre stagioni nella squadra juniores del Jokerit, Selänne giocò la sua prima stagione in prima squadra durante la stagione 1988-89, ai tempi però la squadra finlandese non era ancora nel massimo campionato nazionale ma nella prima divisione. Nel 1989 Jokerit si guadagna la promozione nella SM-Liiga, dove Selänne debuttò con 12 punti in 11 incontri. La sua prima stagione completa con Jokerit l'ebbe l'anno successivo, quando ha collezionò 58 punti in 44 partite. Nella stagione 1991-92, Jokerit vinse il campionato e Selänne si aggiudico il trofeo Aarne Honkavaara, premio che si aggiudica il cannoniere del campionato, ed inoltre raggiunse il maggior numero di punti nei playoff.

### Winnipeg Jets (1992-1996)
Teemu Selänne è stato selezionato dai Winnipeg Jets come 10º assoluto nella NHL Entry Draft 1988 (l'ultimo giocatore selezionato nel primo turno dal general manager John Ferguson, Sr., che è stato licenziato quattro mesi più tardi) messo sotto contratto dai Jets per la stagione 1992-93. Selänne inizialmente chiese di indossare il numero 8, tuttavia, era stato già preso dal difensore Randy Carlyle (il futuro coach di Selänne con i Ducks), così dovette optare per il numero 13. Il primo gol di Selänne in NHL fu segnato ai danni di Jeff Hackett, portiere dei San Jose Sharks. Il suo fiuto per il gol non è cessato infatti realizzò 76 gol nella sua stagione da rookie (frantumando il precedente record di 53 di Mike Bossy), che fece di lui il secondo europeo a guidare il campionato (dopo Jari Kurri), insieme a Alexander Mogilny, e fa anche lui uno dei soli otto giocatori, e fino ad oggi, l'ultimo giocatore (insieme a Mogilny) ad aver segnato 70 o più gol in una stagione NHL. La stagione da rookie, per il quale gli fu assegnato il Calder Memorial Trophy per il giocatore selezionato come il più abile nel suo primo anno di competizioni nella NHL, lo vide anche vincendo il record di punteggio come rookie con 132 punti.
A seguito della stagione da rookie, fu affiancato a Keith Tkachuk e Aleksej Žamnov formando così una linea conosciuta come "The Olympic Line". Questo è stato notevole, in quanto era la prima volta che la NHL firmò un accordo con la IIHF, che prevede una pausa per permettere ai giocatori selezionati per i loro rispettivi paesi di competere nel torneo olimpico.
Selänne subì uno strappo al tendine d'Achille nella sua seconda stagione, limitandolo a 51 partite. I Jets persero la sesta partita nei quarti contro Vancouver Canucks nel 1993, e con Selänne feriti, persero i playoff del 1994. Insieme con il collega finlandese NHL-star Jari Kurri, Selänne ha giocato per Jokerit durante il lockout NHL 1994-95. Selänne segnò 7 gol e 12 assist in 20 partite e vinse la Coppa dei Campioni 1995 in Finlandia. Dopo il lockout, Selänne ritornò ai Winnipeg Jets e giocò il resto della stagione 1994-95 e 1995-96.
Il 7 febbraio 1996, è stato scambiato, insieme a Marc Chouinard e un quarto turno draft, ai Mighty Ducks of Anaheim in cambio di Chad Kilger, Oleg Tverdovsky, e un terzo turno di selezione. Selänne si arrabbiò molto con la gestione dei Jets per il suo scambio, soprattutto considerando una telefonata di due settimane prima in cui il proprietario Richard Burke gli mentì circa il suo rapporto con il club.

### 1996-2005
Negli allora Mighty Ducks of Anaheim Selänne ha collaborato con Paul Kariya a formare uno dei duetti più potenti della NHL e anche raccolto una nomination per il Lady Byng Memorial Trophy, vinta poi da Joe Sakic. Nel 1998 Selänne è diventato il primo giocatore europeo a essere nominato nella NHL All-Star Game MVP, dopo aver segnato una tripletta. Selänne ha guidato la classifica dei cannonieri NHL nel 1998 e 1999.
Il 5 marzo 2001 Selänne fu nuovamente scambiato, questa volta a favore dei San Jose Sharks e in cambio dei giocatori Jeff Friesen, Steve Shields e di una seconda scelta draft. Selänne ha subito un lieve calo di prestazioni durante la sua permanenza a San Jose, riuscendo comunque a segnare 54 punti nella prima e 64 punti nella seconda stagione con gli Sharks.
Dopo due stagioni complete il 3 luglio 2003 (giorno del suo 33º compleanno) Selänne firma come free-agent con i Colorado Avalanche, venendo affiancato a Paul Kariya. Dopo solo una stagione (2003-04), che ha visto il suo declino produttivo, non riuscendo ad ottenere un grande feeling con Kariya, come invece ci si aspettava, Selänne passò allo Jokerit, nella stagione del lockout, ma non poté giocare visto che la riabilitazione tardò la sua ripresa a seguito di un intervento al ginocchio.

### Ritorno ad Anaheim
Selänne firmò con i Mighty Ducks of Anaheim un contratto di un anno il 22 agosto 2005, in questa stagione pur non giocando con l'ex compagno Paul Kariya, riuscì comunque a raggiungere un grande punteggio segnando 40 gol e 50 assist, per un totale di 90 punti in 80 partite di regular season. Il 30 gennaio 2006 grazie al secondo gol ai danni dei Los Angeles Kings segnò il punto numero 1000 in NHL, 70° nella classifica di tutti i tempi, e 7° come giocatore europeo.
Selänne torna tra i giocatori d'élite della NHL, dopo la stagione 2005-06, quando è stato insignito del Bill Masterton Memorial Trophy, che riconosce la perseveranza, sportività e dedizione all'hockey, che designa Selänne come il giocatore di ritorno dell'anno.
Selänne ha ricevuto un anno di estensione del contratto pari a $ 3,75 milioni per la stagione 2006-2007 con gli Anaheim Ducks rinominati, dopo aver deciso di continuare la sua carriera NHL. Ha anche cambiato il suo numero di maglia da 13 a 8 per la stagione 2006-2007. Selänne ha segnato il suo 500° gol in carriera di NHL contro i Colorado Avalanche, assieme a Jari Kurri, sono gli unici finlandesi ad aver segnato 500 gol nella loro carriera NHL. Il 26 novembre 2006, in una partita contro i Calgary Flames, Selänne ha segnato il suo 600° punto con i Ducks. Un mese dopo disputò la sua partita numero 1000 contro i Minnesota Wild, era il 31 dicembre 2006.
Il 10 gennaio 2007 venne a conoscenza che un suo amico soffriva di un tumore al cervello, Selänne gli disse che avrebbe fatto una tripletta per lui. Il giorno dopo segnò appunto una tripletta (19ª in carriera) ai danni dei Dallas Stars. Il 17 febbraio 2007, Selänne pareggiò il record della franchigia di Anaheim per quanto riguarda i goal (precedentemente mantenuto da Paul Kariya) con il suo 300º goal in maglia Ducks, quando con un tip-in segnò un goal in power-play durante il secondo periodo, superando Mathieu Garon in una gara contro i Los Angeles Kings allo Staples Center. La notte successiva, Selänne ottenne il record in solitaria segnando il suo 301º goal con Anaheim sempre in power-play, all'Honda Center di Anaheim nel secondo match consecutivo contro i Los Angeles Kings. Con 2 gol contro Vancouver Canucks l'11 marzo 2007 è diventato l'unico giocatore sopra i 35 anni ad aver segnato in 40 partite consecutive in NHL. Sempre grazie a questi 2 gol entrò nella Hall of Famer raggiungendo Frank Mahovlich in NHL, a quota 533, inoltre gli ha dato il gol numero 107 in power-play, raggiungendo così Paul Kariya, un altro record raggiunto da parte del finnico. 5 giorni più tardi, contro i Chicago Blackhawks, batté subito tutti e due i record segnando altri 2 gol. A fine stagione vinse la classifica dei marcatori con 48 centri, quella dei gol personali in power-play ben 25, e quella dei gol vittoria, 10 in totale.
L'unico rammarico fu quello di non riuscire a superare Johnny Bucyk, che a 36 anni riuscì a diventare l'unico giocatore sopra i 35 anni ad aver segnato più di 50 gol in una stagione sola, segnandone 51 con i Boston Bruins nella stagione 1970-71. Con un assist al compagno difensore François Beauchemin, in gara 2 nei play-off contro i Minnesota Wild, raggiunge i 30 punti complessivi, stabilendo un nuovo record con la maglia dei Ducks. I Ducks sconfissero Ottawa Senators in finale dopo 5 gare aggiudicandosi la prima Stanley Cup. Dopo la vittoria, considerò il ritiro ma non lo ufficializzò, finché il 28 gennaio 2008 firma con i Ducks per il resto della stagione 2007-2008. Il 12 febbraio raggiunse Paul Kariya a quota 669 punti con la maglia dei Ducks, segnando un gol ai Colorado Avalanche. 5 giorni più tardi lo superò segnando il suo 670º punto ai danni dei Calgary Flames. Il 24 febbraio segnando la sua 20ª tripletta aumentò il suo bottino in carriera a 546 gol, superando al 25° nella classifica di tutti i tempi il suo idolo Maurice "Rocket" Richard. Quella stessa partita gli regalò anche l'assist numero 600 in carriera.

### 2008-2014
Il 28 settembre 2008, Selänne ha firmato un biennale a 5.250 milioni di dollari a stagione con i Ducks.
Il 29 ottobre segna la sua 21 tripletta in carriera, a 2 da Jari Kurri. Tutti i tre gol vennere durante i power-play, i Ducks vinsero poi la partita agli Over-time 5-4 contro i Detroit Red Wings. 2 giorni dopo si piazza al 20º posto dei migliori cannonieri di tutti i tempi raggiungendo insieme a Guy Lafleur quota 560 gol.
Il 19 dicembre 2008, Selänne subisce un infortunio muscolare al quadricipite sinistro dopo aver preso un colpo da Denis Grebeshkov dei Edmonton Oilers. Il 28 gennaio 2009, Selänne è tornato dal suo infortunio e ha giocato contro i Chicago Blackhawks. Selänne ha finito la Regular Season segnando 54 punti, tra cui 27 gol e 27 assist. Nell'aprile del 2009 i Ducks affrontano i San Jose Sharks sconfiggendoli in 6 partite, durante il quale Selänne ha contribuito con 1 gol e 1 assist. I Ducks poi affrontano i Red Wings, ma vengono eliminati in 7 partite, durante i quali Selänne segnò 3 gol e 1 assist, tra cui un gol in gara 7 persa a Detroit.
Il 27 giugno 2009, Selänne ha annunciato che avrebbe firmato con i Ducks per la stagione 2009-10, per quello che avrebbe dovuto essere, secondo lui, la sua ultima stagione, dichiarando che un uomo alla sua età non appartiene più alla NHL. Il 9 luglio 2009 il capitano e connazionale dei Montréal Canadiens, Saku Koivu firma un contratto con i Ducks.
Il 21 marzo 2010, Selänne ha segnato il suo 600° gol della carriera contro i Colorado Avalanche ai danni del portiere Craig Anderson. Lui è il 18º giocatore nella storia a segnare 600 gol, e si unì a Luc Robitaille e Mario Lemieux. Il 2 aprile 2010, ha segnato i suoi gol 602 e 603, superando il record di Jari Kurri. Selänne finisce la stagione con 48 punti, tra cui 27 gol e 21 assist per la Regular Season 2009-2010, mentre i Ducks non riescono a raggiungere i play-off.
Il 9 agosto 2010, Selänne annuncia il prolungamento di un anno del contratto a 3,25 milioni di dollari con i Ducks. La stagione 2010-2011 si è rivelato essere uno dei migliori della sua carriera. Finì 8° nella classifica punti in regular season con 31 gol e 49 assist, in sole 73 partite. Questa performance è stata seguita poi da 6 gol, e 1 assist, segnati in sole 6 partite del primo turno dei play off in cui furono eliminati da Nashville Predators.
Tra gli highlights della stagione, il 26 ottobre 2010, Selänne ha segnato il suo 611° gol in carriera contro Dallas Stars superando Bobby Hull al 15 ° posto nella lista dei NHL dei marcatori di tutti i tempi. Il 19 febbraio 2011, Selänne ha segnato il suo 625° gol in carriera raggiungendo insieme a Joe Sakic il 14 ° posto. All'inizio di quello stesso anno, il 16 gennaio 2011, Selänne aveva segnato il suo 1300° punto della carriera, un gol al primo tempo ai Nikolai Khabibulin di Edmonton Oilers. Il totale di gol in carriere ammonta così a 637.
Il 28 marzo 2011, Selänne ha raccolto 3 gol e 2 assist contro i Colorado Avalanche. È il primo quarantenne ad aver realizzato 5 punti con una tripletta in una partita. Uno dei tre gol lo ha segnato su rigore, che lo rende il giocatore più anziano nella storia NHL ad avere messo a segno un rigore (shoot out). Inoltre, secondo Elias Sports Bureau, è l'unico giocatore a segnare 4 gol negli ultimi tre minuti di una partita in una stagione nella storia della NHL. Infatti, ha compiuto questo record in 40 giorni (dall'11 febbraio al 20 marzo 2011).
I media finlandesi hanno riferito che Selänne probabilmente si ritirerà dopo la stagione 2010-11. In seguito alla sconfitta ai play off contro i Nashville Predators, il 24 aprile 2011, Selänne ha annunciato ai media che si deciderà sul suo futuro il 1º luglio. Il 30 giugno 2011, è stato riferito che è stato sottoposto ad un intervento chirurgico al ginocchio, di conseguenza, i suoi progetti futuri erano in attesa fino a quando si avesse avuto un'ulteriore valutazione medica sul suo stato di salute. Il 15 settembre 2011, Selänne ha prolungato nuovamente di un 1 anno il suo contratto sempre con i Ducks per $4 milioni di dollari.
L'8 ottobre 2011, contro i Washington Capitals, realizza due gol e due assist all'età di 41 anni e 121 giorni. Come risultato, è diventato il giocatore più anziano in NHL a raccogliere 4 punti in una partita dopo il predecessore Tim Horton che era riuscito a segnare 4 assist il 15 gennaio 1972.
Il 17 dicembre, gioca contro i Winnipeg Jets, sua prima squadra, con la quale debuttò il 4 febbraio del 1996; Winnipeg che prese il posto di Atlanta, prima dell'inizio della stagione. Ha ricevuto una standing ovation prima dell'inizio della partita, ed è stato acclamato a gran voce ogni volta che toccava il puck. Dopo che i Ducks si trovavano sotto di due gol durante il primo tempo, Selänne ha servito un assist a Niklas Hagman che ha accorciato le distanze 2-1. Più tardi, con il punteggio di 5-2 per i Jets, Selänne ottenuto un altro assist a favore del compagno Corey Perry, gol segnato in powe-play. Il punto messo a segno da Perry si rivelò essere l'ultimo del gioco, e i Jets vinsero 5-3. Selänne finì la partita con i due assist, così come tre tiri in porta e un plus-1 rating. Selanne è stato inizialmente invitato al 2012 NHL All-Star Game, ma ha convinto la NHL di scegliere il compagno di squadra Corey Perry.

### Nazionale
Insieme a Saku Koivu e Jere Lehtinen, Selänne ha costituito la spina dorsale della Finlandia. Egli è apparso in oltre 120 partite internazionali tra cui: cinque Olimpiadi, cinque Ice Hockey World Championships, il Canada Cup 1991, e nei World Cup of Hockey 1996 e 2004. Selänne ha giocato al Campionato del Mondo 1991, ospitato proprio dalla Finlandia, ed è stato uno dei capocannonieri del torneo con 11 punti, dietro a Mats Sundin e Jari Kurri. Ha giocato anche in Canada Cup 1991, dove la Finlandia si è qualificato per le semifinali per la prima volta. Alle Olimpiadi invernali del 1992 ad Albertville, la Finlandia finì in un deludente settimo posto dopo aver perso 6-1 contro l'Unione Sovietica nei quarti di finale. Selänne è stato capocannoniere della sua squadra con 11 punti. Dopo una lunga stagione ha scelto di non partecipare al Campionato del Mondo 1992, ma la Finlandia non è ancora riuscita a catturare la sua prima medaglia al livello del Campionato del Mondo.
Selänne non ha preso parte al Campionato del Mondo 1995, dove la Finlandia ha preso la sua prima medaglia d'oro, battendo 4-1 la Svezia al Globen Arena di Stoccolma. Nel 1996, Selänne ha giocato il suo secondo Campionato del Mondo, e anche nel 1996 la Coppa del Mondo di Hockey, la sua squadra finì quinto in entrambe le edizioni. Selänne è stato, assieme con Saku Koivu, capocannoniere alle Olimpiadi invernali di Nagano nel 1998. La Finlandia ha battuto 3-2 il Canada nella partita per la medaglia di bronzo. Tuttavia, Selänne fu ferito nella precedente partita persa contro la Russia in semifinale, e non poté giocare nella partita per la medaglia di bronzo. Al Campionato del Mondo 1999, è stato nuovamente affiancato da Koivu, ma anche questa volta non furono fortunati, infatti la Finlandia venne battuta dalla Repubblica ceca in finale. Con 11 punti, è arrivato secondo nel punteggio totale del torneo, 5 punti dietro Koivu. Entrambi sono stati eletti al torneo nella All-Star formazione, e Selänne ha ricevuto anche il premio di MVP del torneo.
Selänne arrivò al 2002 Olimpiadi invernali di Salt Lake City da protagonista a causa della mancanza di Koivu, che stava combattendo il cancro, Selänne fu nominato capitano della squadra finlandese, ma non è riuscito a portare la squadra a vincere la medaglia. La squadra è stata schiacciata dagli Stati Uniti nella loro prima partita, vennero poi eliminati definitivamente dal Canada. La Finlandia concluse il torneo al sesto posto. L'anno seguente, il Campionato del Mondo si teneva in Finlandia. I San Jose Sharks (team di Selänne al momento) non erano riusciti a qualificarsi per i playoff, permettendo così a Selänne di giocare per la squadra nazionale. Questo era il suo secondo torneo sul terreno di casa, con la Finlandia finì al 5º posto. Riuscì a segnare 11 punti e si confermò capocannoniere leader del torneo con 8 gol. Selänne ebbe una seconda opportunità alla Coppa del Mondo nel 2004, ma un fastidioso infortunio al ginocchio ha ostacolato la sua performance. Ha totalizzato solo 4 punti in 6 partite. La Finlandia vinse la medaglia d'argento, perdendo 3-2 dal Canada in finale.
Alle Olimpiadi invernali del 2006 a Torino, Selänne è stato nuovamente collaborato con il capitano Koivu e Lehtinen. La Finlandia fece una differenza reti nella fase a gironi pari a 19 gol fatti e solo 2 subiti. La Finlandia si avvicinò a breve contro la Svezia nella finale. Selänne divenne ancora una volta il miglior giocatore per numero di punti segnati assieme a Koivu e a pari merito con il collega finlandese Olli Jokinen per i gol segnati. Selänne e Koivu sono stati nominati nel team All-Star del torneo e Selänne è stato eletto il migliore attaccante del torneo, però i suoi sforzi non bastarono per battere la Svezia che si aggiudicò la medaglia d'oro.
Nell'estate del 2007, dopo la sua quarta apparizione olimpica Selänne annuncia il suo ritiro dalla nazionale, affermando che ci sia spazio per una sola "Raipe" (maestro), in riferimento a Raimo Helminen. Tuttavia, Selänne accettò l'invito di Doug Shedden per entrare nella squadra nazionale finlandese per il Campionato del Mondo. Dopo il Campionato del mondo 2008, Selänne ancora una volta annunciato il suo ritiro dai palcosceni internazionali. Nonostante i suoi piani precedenti, all'inizio della stagione NHL 2008-09, Selänne contemplava di giocare alle Olimpiadi invernali di Vancouver. Venne così unito al team finlandese per l'Olimpiadi invernali 2010, che funge come alternate capitano infatti fu Saku nella sua quinta apparizione olimpica. Al torneo, è diventato il leader assoluto di punti segnati alle Olimpiadi con la maglia della Finlandia. La prima partita della Finlandia del torneo, giocò contro la Bielorussia, Selänne fece un assist, che lo legò al primo posto con Valerij Charlamov della Russia, Vlastimil Bubník della ex Cecoslovacchia, e Harry Watson del Canada, i quali hanno tutti 36 punti in gare olimpiche. Nella seconda partita della Finlandia, contro la Germania, Selänne segnò un altro assist, dandogli un totale di 37 punti in tutta la sua carriera olimpica. Selänne è uno dei 7 giocatori di hockey su ghiaccio (un elenco che comprende anche Lehtinen e Helminen) che sono apparsi in almeno cinque giochi olimpici.
Con la convocazione in occasione dei Giochi olimpici invernali di Sochi 2014, è diventato il secondo giocatore a disputare sei edizioni delle olimpiadi (il primo fu un altro finlandese, Raimo Helminen).

### Vita privata
Teemu Selänne è nato il 3 luglio 1970, a Helsinki, da Liisa Viitanen e Ilmari Selänne. Ha un fratello gemello di nome Paavo e un fratello maggiore, Panu. Selänne ha sposato Sirpa Vuorinen il 19 luglio 1996 dalla quale ha avuto quattro figli: i maschi Eemil, nato nel 1996, Eetu, nel 1997 e Leevi, nel 2000, e la femmina Veera, nel 2007. Sono residenti a Coto de Caza, California, in una villa nel sud della Contea di Orange.
Selänne è conosciuto come un collezionista appassionato di auto (è una delle poche persone che possiede una Ferrari Enzo), e giocatore di golf. Ha persino partecipato ad eventi in rally WRC nel suo paese d'origine in Finlandia. Di solito le gare sotto lo pseudonimo di "Teukka Salama", che traduce liberamente come "Ted Flash", di riferimento al suo soprannome di hockey. Teemu è stato un beniamino dei tifosi della NHL ed è noto per passare grandi quantità di tempo con i fan per le firme di autografi. Una volta è stato votato l'uomo più sexy della Finlandia dai lettori della rivista finlandese Eeva.

## Statistiche
Statistiche aggiornate a luglio 2012.

### Club
| Stagione | Squadra            | Stagione regolare | Stagione regolare | Stagione regolare | Stagione regolare | Stagione regolare | Stagione regolare | Playoff | Playoff | Playoff | Playoff | Playoff |
| Stagione | Squadra            | Lega              | P                 | G                 | A                 | Pt                | PIM               | P       | G       | A       | Pt      | PIM     |
| -------- | ------------------ | ----------------- | ----------------- | ----------------- | ----------------- | ----------------- | ----------------- | ------- | ------- | ------- | ------- | ------- |
| 1986-87  | Jokerit U18        | Jr. B SM-sarja    | 0                 | 0                 | 0                 | 0                 | 0                 | 7       | 10      | 3       | 13      | 2       |
|          | Jokerit U20        | Jr. A SM-sarja    | 33                | 10                | 12                | 22                | 8                 | -       | -       | -       | -       | -       |
| 1987-88  | Jokerit U20        | Jr. A SM-sarja    | 33                | 43                | 23                | 66                | 18                | 5       | 4       | 3       | 7       | 2       |
|          | Jokerit            | Finland2          | 5                 | 1                 | 1                 | 2                 | 0                 | -       | -       | -       | -       | -       |
| 1988-89  | Jokerit            | Finland2          | 35                | 36                | 33                | 69                | 14                | 5       | 7       | 3       | 10      | 4       |
|          | Jokerit U20        | Jr. A SM-sarja    | 3                 | 8                 | 8                 | 16                | 4                 | -       | -       | -       | -       | -       |
|          | Urheilukoulu       | Jr. A SM-sarja    | 3                 | 3                 | 1                 | 4                 | 2                 | -       | -       | -       | -       | -       |
| 1989-90  | Jokerit            | SM-liiga          | 11                | 4                 | 8                 | 12                | 0                 |         |         |         |         |         |
| 1990-91  | Jokerit            | SM-liiga          | 42                | 33                | 25                | 58                | 12                |         |         |         |         |         |
| 1991-92  | Jokerit            | SM-liiga          | 44                | 39                | 23                | 62                | 20                | 10      | 10      | 7       | 17      | 18      |
| 1992-93  | Winnipeg Jets      | NHL               | 84                | 76                | 56                | 132               | 45                | 6       | 4       | 2       | 6       | 2       |
| 1993-94  | Winnipeg Jets      | NHL               | 51                | 25                | 29                | 54                | 22                | -       | -       | -       | -       | -       |
| 1994-95  | Winnipeg Jets      | NHL               | 45                | 22                | 26                | 48                | 2                 | -       | -       | -       | -       | -       |
|          | Jokerit            | SM-liiga          | 20                | 7                 | 12                | 19                | 6                 |         |         |         |         |         |
| 1995-96  | Winnipeg Jets      | NHL               | 51                | 24                | 48                | 72                | 18                | -       | -       | -       | -       | -       |
|          | Anaheim Ducks      | NHL               | 28                | 16                | 20                | 36                | 4                 | -       | -       | -       | -       | -       |
| 1996-97  | Anaheim Ducks      | NHL               | 78                | 51                | 58                | 109               | 34                | 11      | 7       | 3       | 10      | 4       |
| 1997-98  | Anaheim Ducks      | NHL               | 73                | 52                | 34                | 86                | 30                | -       | -       | -       | -       | -       |
| 1998-99  | Anaheim Ducks      | NHL               | 75                | 47                | 60                | 107               | 30                | 4       | 2       | 2       | 4       | 2       |
| 1999-00  | Anaheim Ducks      | NHL               | 79                | 33                | 52                | 85                | 12                | -       | -       | -       | -       | -       |
| 2000-01  | Anaheim Ducks      | NHL               | 61                | 26                | 33                | 59                | 36                | -       | -       | -       | -       | -       |
|          | San Jose Sharks    | NHL               | 12                | 7                 | 6                 | 13                | 0                 | 6       | 0       | 2       | 2       | 2       |
| 2001-02  | San Jose Sharks    | NHL               | 82                | 29                | 25                | 54                | 40                | 12      | 5       | 3       | 8       | 2       |
| 2002-03  | San Jose Sharks    | NHL               | 82                | 28                | 36                | 64                | 30                | -       | -       | -       | -       | -       |
| 2003-04  | Colorado Avalanche | NHL               | 78                | 16                | 16                | 32                | 32                | 10      | 0       | 3       | 3       | 2       |
| 2004-05  | Did not play       | -                 | -                 | -                 | -                 | -                 | -                 | -       | -       | -       | -       | -       |
| 2005-06  | Anaheim Ducks      | NHL               | 80                | 40                | 50                | 90                | 44                | 16      | 6       | 8       | 14      | 6       |
| 2006-07  | Anaheim Ducks      | NHL               | 82                | 48                | 46                | 94                | 82                | 21      | 5       | 10      | 15      | 10      |
| 2007-08  | Anaheim Ducks      | NHL               | 26                | 12                | 11                | 23                | 8                 | 6       | 2       | 2       | 4       | 6       |
| 2008-09  | Anaheim Ducks      | NHL               | 65                | 27                | 27                | 54                | 36                | 13      | 4       | 2       | 6       | 4       |
| 2009-10  | Anaheim Ducks      | NHL               | 54                | 27                | 21                | 48                | 16                | -       | -       | -       | -       | -       |
| 2010-11  | Anaheim Ducks      | NHL               | 73                | 31                | 49                | 80                | 49                | 6       | 6       | 1       | 7       | 12      |
| 2011-12  | Anaheim Ducks      | NHL               | 82                | 26                | 40                | 66                | 50                | -       | -       | -       | -       | -       |
| 2012-13  | Anaheim Ducks      | NHL               | 46                | 12                | 12                | 24                | 28                | 7       | 1       | 2       | 3       | 6       |
| 2013-14  | Anaheim Ducks      | NHL               | 64                | 9                 | 18                | 27                | 12                | 12      | 2       | 4       | 6       | 4       |

### Nazionale
| Stagione | Livello      | Risultati    | Risultati | Risultati | Risultati | Risultati | Risultati |
| Stagione | Livello      | Competizione | P         | G         | A         | Pt        | PIM       |
| -------- | ------------ | ------------ | --------- | --------- | --------- | --------- | --------- |
| 1987-88  | Finland U18  | EJC-18       | 6         | 7         | 9         | 16        | 8         |
| 1988-89  | Finland U20  | WJC-20       | 7         | 5         | 5         | 10        | 10        |
| 1990-91  | Finland      | WC           | 10        | 6         | 5         | 11        | 2         |
|          | Finland CC   | CC           | 6         | 1         | 1         | 2         | 2         |
| 1991-92  | Finland OG   | OG           | 8         | 7         | 4         | 11        | 6         |
| 1995-96  | Finland      | WC           | 6         | 5         | 3         | 8         | 0         |
|          | Finland WCup | WCup         | 4         | 3         | 2         | 5         | 0         |
| 1997-98  | Finland OG   | OG           | 5         | 4         | 6         | 10        | 8         |
| 1998-99  | Finland      | WC           | 11        | 3         | 8         | 11        | 2         |
| 2001-02  | Finland OG   | OG           | 4         | 3         | 0         | 3         | 2         |
| 2002-03  | Finland      | WC           | 7         | 8         | 3         | 11        | 2         |
| 2003-04  | Finland WCup | WCup         | 6         | 1         | 3         | 4         | 4         |
| 2005-06  | Finland OG   | OG           | 8         | 6         | 5         | 11        | 4         |
| 2007-08  | Finland      | WC           | 9         | 3         | 4         | 7         | 12        |
| 2009-10  | Finland OG   | OG           | 6         | 0         | 2         | 2         | 0         |

## Palmarès
Premi
- Leader di tutti i tempi in classifica punti ai Giochi Olimpici Invernali
- Premio per il maggior numero di gol per un rookie in NHL in una singola stagione (76 nel 1992-93)
- Premio per i punti in NHL in una singola stagione come rookie (132 nel 1992-93)
- Maggior numero di gol di un giocatore europeo stagionale in NHL (76 nel 1992-93 assieme a Alexander Mogilny)
- Premio per il maggior numero di reti in NHL in un mese di calendario (20 in marzo 1993)
- Record per punti in carriera con Anaheim Ducks (871)
- Record per i gol segnati con Anaheim Ducks (410) * Record per il maggior numero di assist con Anaheim Ducks (461)
- Record per il maggior numero di gol segnati in powerplay con Anaheim Ducks (163)
- Record di triplette segnate con Anaheim Ducks (13, fino al 6 aprile 2011)
- Record di punti segnati nei playoff con Anaheim Ducks (60)
- Record per il maggior numero di gol in poweplay in una singola stagione con Anaheim Ducks (25)
- Record di punti segnati in una singola stagione con Anaheim Ducks (109, istituito nel 1996-1997)
- Record di gol segnati in una singola stagione con Anaheim Ducks (52, stabilito 1997-1998)
- Record di golI in una singola stagione con Winnipeg Jets / Phoenix Coyotes (76, 1992-1993) (come un rookie)
- Record per i punti in una singola stagione con Winnipeg Jets / Phoenix Coyotes (132, 1992-1993) (come un rookie)
- Primo europeo a segnare una tripletta in un All-Star game NHL (1998)
- Il primo giocatore nella storia della NHL di età superiore ai 35 a segnare 40 gol consecutivi in regular season
- Uno dei soli tre giocatori europei, insieme a Jaromír Jágr (646) e il suo collega finlandese Jari Kurri (601), a segnare più di 600 gol (650), un record per i giocatori NHL finlandesi
- Premio al numero di gol segnati in una stagione (70)
- Il primo giocatore nella storia della NHL con 4 gol nei tre minuti finali del terzo periodo in una stagione.
- Primo giocatore ad aver segnato 5 punti in una sola partita all'èta di 40 anni.
- Giocatore più anziano a segnare 45 gol in una stagione (Selanne ne ha segnati 48 gol)
- Giocatore più anziano nella storia della NHL a segnare uno shootout

Finlandia
- Trofeo Raimo Kilpiö per il giocatore più corretto nella SM-Liiga - 1991
- Trofeo Aarne Honkavaara per il maggior numero di reti segnate nella SM-Liiga - 1992
- SM-Liiga campionato - 1992
- Giocatore finlandese di hockey su ghiaccio dell'anno - 1993, 1996, 1997, 1998, 1999, 2000, 2006

NHL
- Stanley Cup (Anaheim Ducks) - 2006-07
- Giocatore degli All-Star Game nel 1993, 1994, 1996, 1997, 1998, 1999, 2000, 2002, 2003, 2007
- Calder Memorial Trophy - 1993
- NHL All-Rookie Team - 1993
- NHL First All-Star Team - 1993, 1997
- NHL secondo All-Star Team - 1998, 1999
- NHL All-Star Game MVP - 1998
- Rocket Richard Trophy - 1999 (per maggior numero di reti di NHL nel 1993 e 1998)
- Bill Masterton Memorial Trophy - 2006

Nazionale
- Campionati Mondiali di Hockey su ghiaccio Torneo All-Star Team - 1999
- Campionati Mondiali di Hockey su ghiaccio Torneo MVP - 1999
- Olimpiadi Invernali del 2006 All-Star Team
- Olimpiadi Invernali del 2006 - miglior attaccante
- Scoring Olympic Leading -1998, 2006

## Trasferimenti
1. 11 giugno 1988 - Draftato dai Winnipeg Jets nel 1º round e al 10º posto assoluto.
2. 7 febbraio 1996 - Ceduto ai Mighty Ducks of Anaheim con Marc Chouinard e un quarto turno in NHL Entry Draft 1996 (Kim Staal) per Chad Kilger, Oleg Tverdovsky e un terzo turno ripresa nel 1996 (Per-Anton Lundström).
3. 5 marzo 2001 - Ceduto ai San Jose Sharks per Jeff Friesen, Steve Shields e un 2º round pick nel 2003 (Vojtěch Polák).
4. 3 lug 2003 - Passaggio ai Colorado Avalanche come free agent.
5. 22 agosto, 2005 - Passaggio dai Mighty Ducks of Anaheim come free agent.
6. 28 gennaio 2008 - Prolungato dagli Anaheim Ducks con un contratto di 1 anno.
7. 28 settembre 2008 -  Prolungato dagli Anaheim Ducks con un contratto di 2 anni.